# Erigone dentigera
Erigone dentigera là một loài nhện trong họ Linyphiidae.
Loài này thuộc chi Erigone. Erigone dentigera được Octavius Pickard-Cambridge miêu tả năm 1874.